# Cramoisi Supérieur
'Cramoisi Supérieur' est un cultivar de rosier de Chine obtenu en 1832 par Coquereau et introduit au commerce en 1835 par Vibert. Il est toujours présent dans les catalogues d'amateurs de roses anciennes, grâce à sa couleur particulière. 

## Description
Ce rosier ancien est issu d'un semis de 'Slater's Crimson'. Il se présente sous la forme d'un arbuste d'un mètre environ au feuillage peu dense et aux aiguillons rouges quand il est jeune. Ses folioles très dentées sont pourpre quand elles sont jeunes et pointues. Ses petites fleurs fleurissent en bouquets. Elles sont rouge foncé (cramoisi) au revers et cœur plus clairs.
Sa floraison est très remontante.
Sa zone de rusticité est de 7b à 10b ; il doit donc être protégé par hiver rigoureux. Il est tolérant à la chaleur. Il est parfait pour les plates bandes et la fleur coupée. Tchekhov avait planté des roses 'Cramoisi Supérieur' dans le jardin de sa villa de Yalta en Crimée.

## Descendance
Il existe une mutation grimpante, 'Cramoisi Supérieur grimpant' (synonyme 'Madame Couturier-Mention'), découverte en 1885 par Couturier-Mention.
'Cramoisi Supérieur' a donné naissance au polyantha nain 'Éblouissant' (Turbat, 1918).